# Vila Vivaldi (São Bernardo do Campo)

Vila Vivaldi é um bairro de São Bernardo do Campo.
Surgiu como um loteamento criado em 1952 a partir de um antigo sítio pertencente a uma certa Família Camargo, e foi comercializado pela Imobiliária Itaguassu S/C Ltda. Atualmente conta com aproximadamente 6.000 habitantes.
Cidades vizinhas:Santo André

## História
Vila Vivaldi nasce como Vila Camargo em 1930. Ela passa a ser como hoje em 1950, já com o nome de Vivaldi, tendo à frente a Imobiliária Itaguassu e aprovação em 26 de janeiro daquele ano. 
Desde o nascimento,a vila enfrenta problemas com as enchentes do Ribeirão dos Meninos.Existem moradores que guardam videos bem fortes.As enchentes obrigaram a saida de varias famílias,mas oa que ficaram tornaram a comunidade fiel ao bairro e bem mais unida.
Essa união salienta-se em outros pontos, como o da criação da Sociedade Amigos, de 1956. No mesmo ano, é fundado o EC Nacional. Em 1961 surge a SE Vila Vivaldi, com dissidência da diretoria do Nacional. Em 1973, ocorre a fusão do mesmo Nacional com a SAB. Nasce a Sociedade Esportiva Amigos de Vila Vivaldi.
A Vila Vivaldi fica próxima do espaço onde situou-se a sede da fazenda dos beneditinos. Ali nasceu São Bernardo (primeira metade do século XVIII. Às margens do Ribeirão dos Meninos e do seu afluente, Borda do Campo, denominação que remete à própria formação de Santo André da Borda do Campo (século XVI). 
Uma referência é a Estrada do Vergueiro, hoje Avenida Senador Vergueiro, variante do Caminho do Mar,histórico que antecede a própria vinda da estrada de ferro (século XIX). Pela Estrada do Vergueiro passaram os primeiros paulistas nas idas e vindas entre Litoral e São Paulo.
Algumas quadras dessa área foram compradas por  chacareiros, outras após pertencerem a particulares foram reloteadas, dando origem a novas denominações (Vila Antonieta, propriedade do Sr Clóvis Joly de Lima, aprovado através do processo nº 3347/57 e Jardim Orlandina que pertencia à Companhia City Paulista de Melhoramentos, a responsável pelo loteamento, que através do processo nº 7458/62, foi aprovado pelo decreto nº 725, em 14/12/1964).
Os remanescentes dessa grande Vila Camargo (quase com 2000 m2), foram vendidos para a imobiliária Itaguassú S/C, de propriedade do Sr. Alberto Goethe Assumpção e outros, reloteada e aprovada em 21/01/1950, através do processo nº 124/50, com o nome de Vila Vivaldi.
A Vila Vivaldi constituía-se numa das primeiras ocupações da margem do Rio dos Meninos, com loteamentos urbanos em SBC surgindo daí o aparecimento dos primeiros problemas relacionados com enchentes.
Como medida de prevenção promulgou-se uma lei obrigando que as construções fossem edificadas um metro acima do nível normal em virtude de ser a região sujeita a inundações. Mais tarde, a Prefeitura executou galerias, elevou o nível das ruas e consequentemente os lotes dos interessados.